# آنکازوآمبو
آنکازوآمبو (به لاتین: Ankazoambo) یک منطقهٔ مسکونی در ماداگاسکار است که در ناحیه آمبوسیترا واقع شده‌است. آنکازوآمبو ۶٬۰۰۰ نفر جمعیت دارد و ۱٬۵۱۰ متر بالاتر از سطح دریا واقع شده‌است.